# لورنس د. فينك
لورنس د. فينك (بالإنجليزية: Laurence D. Fink) (ولد في 2 نوفمبر 1952) هو رجل أعمال ملياردير أمريكي. وهو أحد المؤسسين والرئيس التنفيذي ورئيس مجلس إدارة شركة بلاك روك, وهي شركة إدارة استثمار أمريكية متعددة الجنسيات. بلاك روك هي أكبر شركة لإدارة الأموال في العالم بأصول تحت الإدارة تزيد عن 10 ترليون دولار أمريكي. في أبريل 2024, قُدِّر صافي ثروة فينك بنحو 1,2 مليار دولار أمريكي وفقًا لمجلة فوربس. وهو عضو في مجلس إدارة المنتدى الاقتصادي العالمي. في عام 2025, أدرجته مجلة تايم ضمن أكثر 100 شخصية مؤثرة في العالم.

## الحياة المبكرة والتعليم
وُلِد فينك في 2 نوفمبر 1952. نشأ كواحد من ثلاثة أطفال في عائلة يهودية في فان نويس, كاليفورنيا. كانت والدته ليلى (1930-2012) أستاذة لغة إنجليزية وكان والده فريدريك (1925-2013) يمتلك متجرًا للأحذية. حصل على درجة البكالوريوس في العلوم السياسية من جامعة كاليفورنيا في لوس أنجلوس في عام 1974. وكان فينك أيضًا عضوًا في كابا بيتا فاي ‏. ثم حصل على درجة الماجستير في إدارة الأعمال في مجال العقارات من كلية أندرسون للإدارة بجامعة كاليفورنيا في لوس أنجلوس ‏ في عام 1976.

## الحياة الشخصية
تزوج فينك من زوجته لوري وايدر, حبيبته منذ المدرسة الثانوية منذ عام 1974. لدى الزوجين ثلاثة أطفال. كان جوشوا, الابن الأكبر لهما, الرئيس التنفيذي لشركة Enso Capital, وهو صندوق تحوط لم يعد موجودًا الآن والذي كان لفينك حصة فيه.
في عام 2004, اشتروا مزرعة فينش في نورث سالم, نيويورك من الممثل ستانلي توتشي مقابل 3.7 مليون دولار, ومنذ ذلك الحين اشتروا سبع قطع أخرى من الأرض هناك, بما في ذلك قطعة واحدة من موريس سينداك و27 فدانًا من نائب المشرف على المدينة بيتر كامينستين في عام 2019 مقابل 5.4 مليون دولار. كما أن لديهم شقة في الجانب الشرقي العلوي ‏ من مانهاتن ومنزل في أسبن, كولورادو.
فينك هو مؤيد مدى الحياة للحزب الديمقراطي.

## الإدراك العام
في رسالته السنوية إلى المساهمين عام 2018, ذكر فينك أن الشركات الأخرى يجب أن تكون على دراية بتأثيرها على المجتمع؛ ومع ذلك, كانت المنظمات المناهضة للحرب غير راضية عن بيان فينك لأن شركته, بلاك روك, هي أكبر مستثمر في مصنعي الأسلحة من خلال صندوقها المتداول في البورصة للفضاء والدفاع الأمريكي. في سبتمبر 2018, واجه ناشط في منظمة Code Pink الأمريكية غير الربحية فينك على خشبة المسرح في قمة Yahoo Finance All Markets.

## تغير المناخ
في ديسمبر 2021, تعاونت شركة بلاك روك مع مدير أصول سعودي لدفع 15.5 مليار دولار لشراء ثم إعادة تأجير خطوط أنابيب الغاز لشركة أرامكو السعودية.
ومع ذلك, كان فينك صريحًا إلى حد كبير بشأن اتخاذ الشركات إجراءات بشأن تغير المناخ, وفي رسالة مفتوحة في عام 2022 ذكر "ستتحول كل شركة وكل صناعة من خلال الانتقال إلى عالم خالٍ من صافي الانبعاثات. والسؤال هو, هل ستقود أم ستُقاد؟"
في عام 2022, تم تسمية فينك كواحد من أبرز "الأشرار المناخيين" في الولايات المتحدة من قبل صحيفة الغارديان بسبب استفادة بلاك روك من إزالة الغابات.

## الأوسمة
- 2007, جائزة اللوحة الذهبية من الأكاديمية الأمريكية للإنجاز[25][26]
- 2015, جائزة نداء الضمير[27]
- 2015, الميدالية الذهبية للجمعية الأمريكية[28]
- 2016, ميدالية جامعة كاليفورنيا في لوس أنجلوس[29]
- 2019, جائزة تشارلز شواب للابتكار المالي[30]

## روابط خارجية
- لورنس د. فينك على موقع مونزينجر (الألمانية)
- لورنس د. فينك على موقع إن إن دي بي (الإنجليزية)